# 福生市立福生第三中学校
福生市立福生第三中学校 （ふっさしりつ ふっさだいさんちゅうがっこう）は、東京都福生市南田園にある公立中学校である。

## 概要

### 教育目標
人権尊重の精神を基調とし、心身ともに健康で、知性・感性・道徳心に富み、人間性豊かに成長するために次の目標を設定する｡
1. よく聞き、よく見、自分の考えを持つ生徒を育成する。
2. ものごとをやり抜く強い意志を持つ生徒を育成する。
3. 責任を果たし、みんなのために働く生徒を育成する。
4. 美しいものをもとめ、豊かな心をもつ生徒を育成する｡

## 沿革
- 1974年（昭和49年）4月 開校[2]

## 通学区域
- 福生第五小学校及び福生第七小学校の通学区域で構成される[3]。

## 交通アクセス
- JR五日市線熊川駅下車 徒歩7分。または、青梅線牛浜駅下車 徒歩13分[4]。